# Contea di Franklin (Tennessee)
La contea di Franklin, in inglese Franklin County, è una contea dello Stato del Tennessee, negli Stati Uniti. La popolazione al censimento del 2000 era di 39 270 abitanti. Il capoluogo di contea è Winchester. Il nome le è stato dato in onore a Benjamin Franklin, famoso giornalista, diplomatico e inventore statunitense.

## Geografia fisica
La contea si trova nella parte meridionale della Pennsylvania. L'U.S. Census Bureau certifica che l'estensione della contea è di 1491 km², di cui 1436 km² composti da terra e i rimanenti 55 km² composti di acqua.

### Contee confinanti
- Contea di Coffee (Tennessee) - nord
- Contea di Grundy (Tennessee) - nord-est
- Contea di Marion (Tennessee) - est
- Contea di Jackson (Alabama) - sud
- Contea di Lincoln (Tennessee) - ovest
- Contea di Moore (Tennessee) - nord-ovest

## Storia
La Contea di Franklin venne costituita nel 1807.

## Città e paesi
- Cowan
- Decherd
- Estill Springs
- Huntland
- Sewanee
- Winchester
- Tullahoma